# Горбачёв, Александр Максимович
Александр Максимович Горбачёв (8 февраля 1919 — 26.09.1978) — партийный государственный деятель. Полковник. 

## Биография
Родился в деревне Мясоедово Каменского уезда Тульской губернии.
После окончания семилетней школы — пионервожатый, заведующий избой-читальней, пропагандист, зав. отделом пропаганды и агитации Каменского райкома комсомола. В 1938 году избран первым секретарём Октябрьского райкома комсомола (центр района — село Шилово).
С 1939 года — в Красной Армии, в том же году вступил в ВКП(б).
В 1941 году окончил курсы шифровально-штабной службы при штабе Киевского особого военного округа. Воевал на Калининском, Воронежском, Сталинградском, Брянском фронтах. 
Участник битвы за Москву, Сталинградской и Курской битвы. С 1943 г. командир 4-го полка связи 5-й гвардейской танковой армии. Полковник танковых войск (1945)
В 1945—1946 годах служил в городе Ефремове, командир курсантского батальона Первого Горьковского танкового училища.
С апреля 1946 года по август 1947 второй секретарь Ефремовского горкома ВКП(б). В 1947—1950 годах — первый секретарь Чернского райкома партии. В 1950—1952 годах на учёбе в Москве на Ленинских курсах при ЦК КПСС. В 1952—1953 годах в Тульском обкоме КПСС: заведующий транспортным отделом (1952—1953), председатель партийной комиссии (1953). Первый секретарь Липицкого (1953—1955) и Ленинского (1955—1956) райкомов КПСС.
В 1956—1961 годахпредседатель Тульского облисполкома. 
В 1961 г. по состоянию здоровья (инсульт) переведён на работу в Липецкую область. 
В дальнейшем — председатель Липецкого областного комитета народного контроля.
Умер в Липецке. 
Награждён орденами Ленина, Отечественной войны II степени, Красной Звезды, Красного Знамени, многими боевыми и юбилейными медалями (в том числе «За боевые заслуги», «За отвагу», «За оборону Ленинграда», «За оборону Москвы», «За оборону Сталинграда»).
Избирался депутатом Верховного Совета РСФСР.